# Lino Falzon
Lino Falzon (Mosta, 1941. április 9. – 2024. október 3.) válogatott máltai labdarúgó, hátvéd.

## Pályafutása

### Klubcsapatban
1962-ig a Mosta labdarúgója volt. 1962 és 1969 között a Sliema Wanderers csapatában játszott, ahol három máltai bajnoki címet és négy kupagyőzelmet ért el.

### A válogatottban
1962 és 1966 között öt alkalommal szerepelt a máltai válogatottban.

## Sikerei, díjai
Sliema Wanderers
- Máltai bajnokság
  - bajnok (3): 1963–64, 1964–65, 1965–66
- Máltai kupa
  - győztes (4): 1963, 1965, 1968, 1969

## Statisztika

### Mérkőzései a máltai válogatottban
| Málta | Málta             | Málta                            | Málta    | Málta    | Málta       | Málta         | Málta | Málta   |
| #     | Dátum             | Helyszín                         | Hazai    | Eredmény | Vendég      | Kiírás        | Gólok | Esemény |
| ----- | ----------------- | -------------------------------- | -------- | -------- | ----------- | ------------- | ----- | ------- |
| 1.    | 1962. június 28.  | Koppenhága, Idrætsparken Stadion | Dánia    | 6 – 1    | Málta       | NEK-selejtező | -     |         |
| 2.    | 1962. július 3.   | Trondheim, Lerkendal Stadion     | Norvégia | 5 – 0    | Málta       | barátságos    | -     |         |
| 3.    | 1964. március 8.  | Gżira, Empire Stadium            | Málta    | 0 – 2    | Olaszország | barátságos    | -     |         |
| 4.    | 1966. február 13. | Gżira, Manoel-szigeti pálya      | Málta    | 1 – 0    | Líbia       | barátságos    | -     |         |
| 5.    | 1966. március 27. | Tripoli                          | Líbia    | 0 – 1    | Málta       | barátságos    | -     |         |
|       | Összesen          |                                  |          | 5        | mérkőzés    |               | 0     | gól     |